# 타트라군

마워폴스카주 지도에 표시된 타트라군의 위치

타트라군(폴란드어: powiat tatrzański)은 폴란드 마워폴스카주에 위치한 군으로 군청 소재지는 자코파네이며 면적은 471.62km2, 인구는 65,393명(2006년 기준), 인구 밀도는 140명/km2이다. 군 이름은 군의 대부분 지역을 차지하고 있는 타트리산맥에서 유래된 이름이다.
북쪽으로는 노비타르크군과 접하며 동쪽, 남쪽, 서쪽으로는 슬로바키아와 국경을 접한다. 5개 지방 자치체(1개 도시, 4개 농촌)를 관할한다.

군기
군 문장